# 崇靈殿
39°1′28″N 125°45′4″E / 39.02444°N 125.75111°E
崇靈殿位於朝鮮平壤市，原是祭祀朝鮮民族始祖檀君及高句麗始祖東明聖王的祠堂。原稱檀君祠、檀君殿，1725年起改稱現名。韓戰期間，崇靈殿多間耳房、庫房遭毀，現只存有正房（包括祭壇）和大門。現為朝鮮民主主義人民共和國第6號國寶。